# Wendell (futbolista)
Wendell Nascimento Borges (Fortaleza, 20 de julio de 1993) es un futbolista brasileño. Juega como defensa y su equipo es el São Paulo F. C. del Campeonato Brasileño de Serie A.

## Trayectoria
El Gremio no presentó más información pero lo cierto es que el empresario Gian Petruzziello, representante de Wendell, terminó vendiendo al lateral derecho del Gremio. El jugador subió una foto a su Twitter personal firmando su nuevo contrato con su nuevo club, el Bayer Leverkusen.
El jugador permanecerá en el Gremio hasta la instancia que llegue Gremio en la Copa Libertadores. Rui Costa, director deportivo de Gremio, durante la semana pasada afirmó que había serios contactos con el club alemán para transferir al defensor brasileño.
Wendell llegó a principios del 2013 al equipo gaúcho. En el último partido frente al Atlético Nacional, fue una de las figuras en la victoria 3-0 del Gremio. La venta del lateral izquierdo es por 7 millones de euros y jugará en el equipo tricolor hasta la instancia que llegue su equipo.

## Selección nacional
Tras disputar una serie de partidos amistosos, en junio de 2024 fue convocado para disputar la Copa América.

### Participaciones en Copas América
| Torneo            | Sede           | Resultado        | Partidos | Goles |
| ----------------- | -------------- | ---------------- | -------- | ----- |
| Copa América 2024 | Estados Unidos | Cuartos de final | 2        | 0     |

## Estadísticas

### Clubes
Actualizado al último partido disputado el 20 de octubre de 2024.
| Club                        | Div.          | Temporada     | Liga  | Liga  | Estatal | Estatal | Copas nacionales | Copas nacionales | Copas internacionales | Copas internacionales | Total | Total |
| Club                        | Div.          | Temporada     | Part. | Goles | Part.   | Goles   | Part.            | Goles            | Part.                 | Goles                 | Part. | Goles |
| --------------------------- | ------------- | ------------- | ----- | ----- | ------- | ------- | ---------------- | ---------------- | --------------------- | --------------------- | ----- | ----- |
| Iraty S. C. · Brasil        | 4.ª           | 2011          | 0     | 0     | 11      | 0       | 1                | 0                | ―                     | ―                     | 12    | 0     |
| Iraty S. C. · Brasil        | Total club    | Total club    | 0     | 0     | 11      | 0       | 1                | 0                | 0                     | 0                     | 12    | 0     |
| Londrina E. C. · Brasil     | 4.ª           | 2012          | 0     | 0     | 17      | 2       | 0                | 0                | ―                     | ―                     | 17    | 2     |
| Paraná Clube · Brasil       | 2.ª           | 2012          | 15    | 0     | 0       | 0       | 0                | 0                | ―                     | ―                     | 15    | 0     |
| Paraná Clube · Brasil       | Total club    | Total club    | 15    | 0     | 0       | 0       | 0                | 0                | 0                     | 0                     | 15    | 0     |
| Londrina E. C. · Brasil     | 4.ª           | 2013          | 0     | 0     | 23      | 1       | 0                | 0                | ―                     | ―                     | 23    | 1     |
| Londrina E. C. · Brasil     | Total club    | Total club    | 0     | 0     | 40      | 3       | 0                | 0                | 0                     | 0                     | 40    | 3     |
| Grêmio · Brasil             | 1.ª           | 2013          | 9     | 0     | 0       | 0       | 0                | 0                | 0                     | 0                     | 9     | 0     |
| Grêmio · Brasil             | 1.ª           | 2014          | 2     | 0     | 13      | 1       | 0                | 0                | 7                     | 0                     | 22    | 1     |
| Grêmio · Brasil             | Total club    | Total club    | 11    | 0     | 13      | 1       | 0                | 0                | 7                     | 0                     | 31    | 1     |
| Bayer Leverkusen · Alemania | 1.ª           | 2014-15       | 26    | 1     | ―       | ―       | 3                | 0                | 5                     | 0                     | 34    | 1     |
| Bayer Leverkusen · Alemania | 1.ª           | 2015-16       | 28    | 0     | ―       | ―       | 4                | 0                | 12                    | 0                     | 44    | 0     |
| Bayer Leverkusen · Alemania | 1.ª           | 2016-17       | 32    | 2     | ―       | ―       | 1                | 0                | 5                     | 0                     | 38    | 1     |
| Bayer Leverkusen · Alemania | 1.ª           | 2017-18       | 26    | 2     | ―       | ―       | 4                | 1                | 0                     | 0                     | 30    | 3     |
| Bayer Leverkusen · Alemania | 1.ª           | 2018-19       | 28    | 2     | ―       | ―       | 3                | 0                | 8                     | 0                     | 39    | 2     |
| Bayer Leverkusen · Alemania | 1.ª           | 2019-20       | 24    | 0     | ―       | ―       | 4                | 0                | 6                     | 0                     | 34    | 0     |
| Bayer Leverkusen · Alemania | 1.ª           | 2020-21       | 22    | 0     | ―       | ―       | 2                | 0                | 6                     | 0                     | 30    | 0     |
| Bayer Leverkusen · Alemania | 1.ª           | 2021-22       | 0     | 0     | ―       | ―       | 1                | 0                | ―                     | ―                     | 1     | 0     |
| Bayer Leverkusen · Alemania | Total club    | Total club    | 186   | 7     | 0       | 0       | 22               | 1                | 42                    | 0                     | 250   | 8     |
| F. C. Porto Portugal        | 1.ª           | 2021-22       | 19    | 1     | ―       | ―       | 4                | 0                | 4                     | 0                     | 27    | 1     |
| F. C. Porto Portugal        | 1.ª           | 2022-23       | 26    | 1     | ―       | ―       | 12               | 1                | 6                     | 0                     | 44    | 2     |
| F. C. Porto Portugal        | 1.ª           | 2023-24       | 25    | 4     | ―       | ―       | 6                | 0                | 5                     | 0                     | 36    | 4     |
| F. C. Porto Portugal        | 1.ª           | 2024-25       | 1     | 0     | ―       | ―       | 1                | 0                | 0                     | 0                     | 2     | 0     |
| F. C. Porto Portugal        | Total club    | Total club    | 71    | 6     | 0       | 0       | 23               | 1                | 15                    | 0                     | 109   | 7     |
| Total carrera               | Total carrera | Total carrera | 283   | 13    | 64      | 4       | 46               | 2                | 64                    | 0                     | 457   | 19    |

## Palmarés

### Títulos nacionales
| Título                      | Club        | País     | Año  |
| --------------------------- | ----------- | -------- | ---- |
| Primeira Liga               | F. C. Porto | Portugal | 2022 |
| Copa de Portugal            | F. C. Porto | Portugal | 2022 |
| Supercopa de Portugal       | F. C. Porto | Portugal | 2022 |
| Copa de la Liga de Portugal | F. C. Porto | Portugal | 2023 |
| Copa de Portugal            | F. C. Porto | Portugal | 2023 |
| Copa de Portugal            | F. C. Porto | Portugal | 2024 |
| Supercopa de Portugal       | F. C. Porto | Portugal | 2024 |